# Heuchelheim
Heuchelheim é um município da Alemanha, situado no distrito de Gießen, no estado de Hesse. Tem 10,58 km² de área, e sua população em 2019 foi estimada em 7.819 habitantes.